# 2006 у літературі

## Твори
- Стіґ Ларссон — Дівчина, що гралася з вогнем

### Дитяча література
- Мензатюк З. «Казочки-куцохвостики»
- Мензатюк З. «Київські казки»
- Мензатюк З. «Таємниця козацької шаблі»

## Видання
- Хулігани — збірник творів Юрія Покальчука